# Apamea combusta
Apamea combusta är en fjärilsart som beskrevs av Adrian Hardy Haworth. Apamea combusta ingår i släktet Apamea och familjen nattflyn. Inga underarter finns listade i Catalogue of Life.